# Radioastronomie

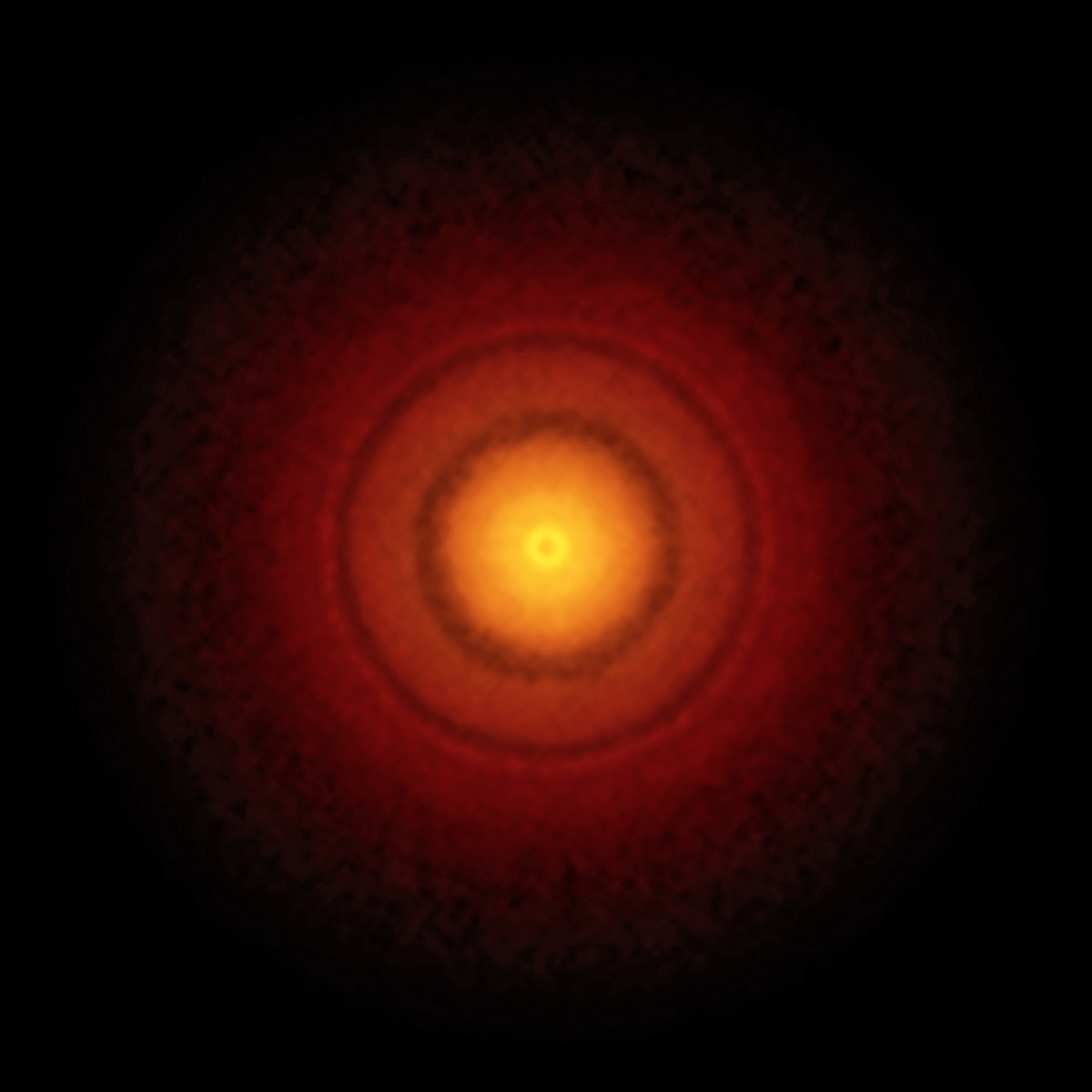
Snímek protoplanetárního disku u hvězdy TW Tauri pořízený pomocí radioteleskopu ALMA

Radioastronomie je odvětví astronomie zabývající se studiem nebeských těles prostřednictvím rádiových vln, emitovaných fyzikálními procesy ve vesmíru. Rádiové vlny jsou delší než světelné, proto je k zachycení dobrého signálu nutno použít velmi velké antény nebo soustavy antén pracujících společně. Většina radioteleskopů používá parabolickou anténu na odraz vln do přijímače, který detekuje a zesiluje signál na použitelná data. To umožňuje radioastronomům vidět oblohu v rádiové části spektra.
Radiové vlny vydává ve sluneční soustavě Slunce, ale výrazně září také Jupiter. Mimo sluneční soustavu jsou nejsilnějším zdrojem výtrysky z akrečních disků u velkých černých děr. Radiové záření vydávají také pulsary a některá prachoplynová mračna.

## Historie
V roce 1931 zkoumal americký radioinženýr českého původu Karl Jansky jako zástupce Bellových telefonních laboratoří rádiové záření. Jeho úkolem bylo identifikovat zdroje rádiového šumu. Kromě nejvýraznějších zdrojů, kterými byly lokální a též i vzdálené blesky, odhalil Jansky záření z oblohy. Zjistil, že musí pocházet z oblasti mimo sluneční soustavu, neboť jeho poloha se měnila s periodou otáčení Země vůči hvězdné obloze, nikoli Slunci. Ukázalo se, že zdrojem záření je centrum naši galaxie.
Jansky se tomuto jevu už dále nevěnoval. Radioastronomie tak musela na svůj zrod čekat do doby postavení prvního opravdového rádiového dalekohledu.

## Radioteleskop
Označení „rádiový dalekohled“ (doslovný překlad slova radioteleskop) je poněkud zavádějící, neboť se jedná o přístroj spíše charakteru antény – nelze se jím dívat a ani neposkytuje viditelný obraz. Signál z radioteleskopu zpracovává počítač, teprve po tomto zpracování lze u některých typů pozorování získat obraz sledovaného objektu.

## Rádiové záření ve vesmíru

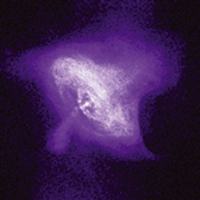
Pulsar

Slunce je také zdrojem rádiového záření, stejně jako Jupiter. Meziplanetární sondy zachytily rádiové záření od všech velkých planet. Ovšem většina zdrojů tohoto záření leží daleko za hranicemi sluneční soustavy. Vydatnými rádiovými zdroji jsou zbytky po výbuších supernov, typickým dokladem toho je Krabí mlhovina. Některé typy galaxií také vydávají velmi silné rádiové záření.
Pulsary, o nichž dnes již víme, že jsou to rotující neutronové hvězdy, objevila v roce 1967 Jocelyn Bell-Burnellová na základě jejich pravidelného vysílání rádiových vln.

## Největší radioteleskopy

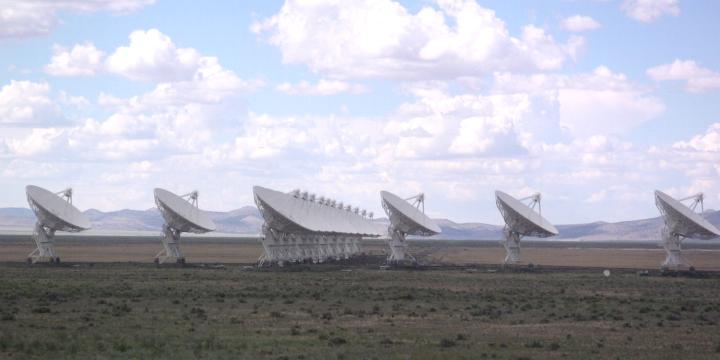
Soustava radioteleskopů VLA v Novém Mexiku (USA)

Rádiové dalekohledy pracující v současné době nám poskytují zajímavá řešení některých problémů. Stavějí se celé sítě radioteleskopů, jako Merlin ve Velké Británii a australský dalekohled na jižní polokouli. Největší jednoanténní radioteleskop na světě je v Arecibu na Portoriku, po havárii v roce 2020 je vyřazen z provozu a vzhledem k rozsahu poškození bylo rozhodnuto, že se již nebude opravovat. Jeho anténa má průměr 305 m a je umístěna v kráteru vyhaslé sopky. Reflektor antény není pohyblivý, ale plošina s přístroji v jeho ohnisku je zavěšena na třech betonových sloupech ve výši 150 m a přístroje na ní se mohou zaměřit až asi 20° od zenitu. Díky každodenní rotaci Země umožňuje teleskop pozorování v pásu oblohy až 40° širokém. V Novém Mexiku v USA stojí radioteleskop Very Large Array (VLA), který tvoří 27 spojených antén s reflektory o průměru 25 m, jež se mohou naklánět, pohybovat po kolejích a pojíždět po dráze ve tvaru písmene Y. Optické mohutnosti VLA by odpovídala jediná anténa o průměru 36 km.